# Liskovica
Liskovica (cyr. Лисковица) – wieś w Bośni i Hercegowinie, w Republice Serbskiej, w gminie Mrkonjić Grad. W 2013 roku liczyła 24 mieszkańców.